# HD 17925
HD 17925 — переменная звезда в созвездии Эридана. Она имеет обозначение Гулда 32 G. Eridani и обозначение переменной звезды EP Eri. Звезда относится к классу оранжевых карликов и не видна невооружённым глазом в условиях хорошей видимости с видимой звёздной величиной, которая варьируется от 6,03 до 6,08. Звезда расположена на расстоянии 34 световых года от Земли. Спектр звезды показывает сильное содержание лития, что указывает на то, что это молодая звезда.
Спектральный класс звезды HD 17925 — K1V, что указывает на то, что это оранжевый карлик. Это активная звезда, которая классифицируется как переменная типа RS Гончих Псов, демонстрирующая модуляцию вращения с периодом 6,9 дня, и наблюдения вспышек. Возраст звезды оценивается в 100 миллионов лет, и она вращается с прогнозируемой скоростью вращения 4,8 км/с. Период вращения в 6,6 дней можно определить по циклу его активности. Звезда имеет массу в 88% от массы Солнца и радиус в 85% от радиуса Солнца. Звезда излучает 41% от светимости Солнца при эффективной температуре 5225 К.
Присутствие невидимого компаньона было предложено на основании вариаций ширины линий поглощения в фотосфере звезды. Он показывает низкоамплитудное изменение лучевой скорости, что может указывать на то, что это спектроскопическая двойная система. Однако бинарная гипотеза не согласуется со спутниковыми данными Hipparcos. Вокруг этой звезды обнаружен избыток инфракрасного излучения, что, скорее всего, указывает на наличие околозвездного диска радиусом 17,9 а.е. Температура этой пыли составляет 52 К.